# Villy (Yonne)
Villy – miejscowość i gmina we Francji, w regionie Burgundia-Franche-Comté, w departamencie Yonne.
Według danych na rok 1990 gminę zamieszkiwały 102 osoby, a gęstość zaludnienia wynosiła 17 osób/km² (wśród 2044 gmin Burgundii Villy plasuje się na 808. miejscu pod względem liczby ludności, natomiast pod względem powierzchni na miejscu 1178.).